# Świerczyna (województwo lubelskie)
Świerczyna – wieś w Polsce położona w województwie lubelskim, w powiecie kraśnickim, w gminie Zakrzówek.
W latach 1975–1998 miejscowość położona była w województwie lubelskim.
Wieś stanowi sołectwo gminy Zakrzówek. Według Narodowego Spisu Powszechnego (III 2011 r.) wieś liczyła 52 mieszkańców.